# HTC Universal
Das HTC Universal, in Deutschland hauptsächlich als T-Mobile MDA Pro bekannt, ist ein PDA-Phone auf Basis von Windows Mobile 5.0, hergestellt von HTC Corporation. Es war sowohl das erste 3G/UMTS-fähige PDA-Phone als auch das erste, das mit Windows Mobile 5 ausgeliefert wurde.
Im Gegensatz zu neueren Modellen des taiwanischen Herstellers HTC wurde das Gerät nicht vom Hersteller selber, sondern nur von alternativen Anbietern bzw. Providern vertrieben. So wurde es unter Namen wie O2 XDA Exec, Orange SPV M5000, Dopod 900, Qtek 9000, T-Mobile MDA Pro, I-mate JasJar, Vodafone v1640 (auch VPA IV), E-Plus PDA IV und Grundig GR980 verkauft. Alle Modelle haben die gleiche Hardware und unterscheiden sich nur in Gehäusefarbe und Branding.
Das auffallendste Merkmal des Geräts ist das um 180° drehbare Display, das einen schnellen Wechsel zwischen Hoch- und Querformat erlaubt. Die GUI wechselt automatisch beim Drehen bzw. Klappen in den gewünschten Modus, nicht jedoch über einen Schwenksensor wie beim iPhone.

## Technische Daten

### Detaillierte Beschreibung
- Bildschirm: 3,7″-(9,4-cm)-Transreflektiver LCD
- Auflösung: 640 × 480 VGA bei 216 dpi
- Eingabe: QWERTZ-Tastatur (62 Tasten) / Touchscreen
- Kameras:
  - 1,3-MP-CMOS-Kamera mit LED-„Blitz“ unter der Tastatur
  - QVGA (320 × 240) CMOS-Kamera für Videotelefonie, neben dem Display
- Prozessor: Intel Bulverde 520 MHz CPU
- Speicher: Flash-ROM: 128 MB (nutzbar: ~44 MB), RAM: 64 MB SDRAM (frei 25–30 MB)
- Speichererweiterung: SDIO/MMC Kartenslot (kein offizieller SDHC-Support)
- Netzwerkstandards: Tri-Band GSM/GPRS (900/1800/1900) + WCDMA(UMTS) (2100 MHz)
- Kabelverbindungen: Client-miniB-USB-Anschluss mit Ladefunktion (USB 1.1)
- Drahtlosverbindungen: Infrarot IrDA (FIR), Bluetooth 1.2, WLAN 802.11b (802.11g freischaltbar, Interne Antenne, 11/5,5/2/1 Mbit/s, 64-, 128-Bit-WEP- & WPA-Standardverschlüsselung)
- Standardmäßige Akkukapazität: 1620 mAh bei 3,6–3,8 V

### Aufbau des internen Speichers
Der interne Flashspeicher ist in fünf „Partitionen“ aufgeteilt:
1. 08 MB für das Radio-ROM, in dem der Treiber für das Telefon integriert ist
2. 01 MB für den Bootloader, der die nächste Partition startet
3. 64 MB für das CE-ROM, in dem das Betriebssystem, aber auch die Treiber und die standardmäßigen Programme integriert sind. Bei „gekochten“ ROMs wird diese Partition ersetzt.
4. 10 MB für das Extended-ROM, in dem die Provider ihr Branding integrieren. Der Inhalt wird nach einem Hardreset (Zurücksetzen des Geräts) installiert. Dieser Speicher steht bei den „gekochten“ ROMs häufig auch als frei benutzbarer Speicher zur Verfügung.
5. 44 MB für den Benutzer beschreibbaren Speicher (je nach Stärke des Brandings auch schon mit einigen MBs belegt)

## Erweiterungen

### Entfernen des SIM-Lock
Im Gegensatz zu den Modellen von Qtek und i-mate sind die Modelle, die von Providern wie T-Mobile vertrieben werden, per Netlock geschützt und können gegen Zahlung von 100 € oder nach 24 Monaten Wartezeit davon befreit werden. Es besteht allerdings auch die Möglichkeit, es mit einem kostenlosen Tool von buzz_lightyear bei buzzdev.net freizuschalten. Damit geht die Garantie verloren.

### Leistungsfähigere Akkus
Andere Hersteller bieten weit leistungsfähigere Akkus für das Gerät an, die in Laufzeit und Entladungszeit den werksseitig verbauten 1600 mAh weit übertreffen. Diese Akkus erreichen Werte bis hin zu 4800 mAh, was Gespräche von über 12 Stunden Länge und „Schlummerzeiten“ von über zwei Wochen ermöglicht. Stärkere Akkus sind allerdings auch schwerer und erhöhen die Gesamtmasse auf über 350 Gramm (ohne Akku: ca. 100 Gramm).

### Aktivierbare Features
- WLAN nach dem Standard 802.11g (zum Einloggen bei „Only-G“-Routern, keine Geschwindigkeitsverbesserung)
- RealVGA, ein Modus, in der die hohe VGA-Auflösung (auf Kosten der Lesbarkeit) voll ausgenutzt wird.
- SDHC

## Weitere Betriebssysteme
Im Gegensatz zu einigen PDA-Herstellern bietet HTC für seine Geräte keine Upgrade-Möglichkeit auf neue Betriebssysteme. Es haben sich jedoch einige Entwickler-Gemeinschaften gebildet, die das Betriebssystem Windows Mobile 6 auf Basis inoffizieller Builds auf dem HTC Universal installieren. Die Gemeinschaft XDA-Developers arbeitet ständig an Problemlösungen und entwickelt neue Applikationen und Möglichkeiten für das HTC Universal.
Das erfolgreichste deutsche ROM mit Windows Mobile 6.1 liegt seit dem 24. Dezember 2008 in der Version 6.0 vor und bringt viele Features und Programme mit. Das Projekt wird allerdings nicht mehr weiterentwickelt.
Auch das vom Microsoft stark für die Fingerbedienung optimierte Windows Mobile Version 6.5 ist verfügbar. 
Einige Entwickler der XDA-Developers portieren ein Linux-Betriebssystem auf das HTC Universal. Es hat gewisse Einschränkungen und erkennt Teile der Hardware, wie beispielsweise die eingebaute Kamera, nicht.
Mitglieder der XDA-Developers portieren auch das mobile Betriebssystem Android auf das HTC Universal.